# Mantas Januškevičius
Mantas Januškevičius, né le 29 avril 1999 à Kaunas, est un coureur cycliste lituanien.

## Biographie
Mantas Januškevičius commence le cyclisme en 2013.
En 2016, il est troisième du championnat de Lituanie sur route juniors. L'année suivante, il se classe troisième du keirin aux championnats de Lituanie sur piste. Sur route, il représente son pays aux championnats d'Europe et aux championnats du monde dans la catégorie des juniors (moins de 19 ans). 
En 2018, lors des championnats de Lituanie sur piste, il remporte le titre dans la poursuite par équipes et termine deuxième de l'omnium, troisième du scratch et de la vitesse par équipes. En 2020, il est champion de Lituanie sur route chez les espoirs (moins de 23 ans). 

## Palmarès sur route

### Par année
- 2016
  - 3e du championnat de Lituanie sur route juniors
- 2020
  -  Champion de Lituanie sur route espoirs
  - 2e du championnat de Lituanie du contre-la-montre espoirs

### Classements mondiaux
| Année                                 | 2019  | 2020 | 2021 | 2022  | 2023  | 2024  |
| ------------------------------------- | ----- | ---- | ---- | ----- | ----- | ----- |
| Classement mondial                    | 2045e | 549e | 728e | 1307e | 1015e | 2938e |
| UCI Europe Tour                       | 1334e | 447e | 573e | 907e  | nc    | nc    |
|                                       |       |      |      |       |       |       |
| Légende : nc = non classéSource : UCI |       |      |      |       |       |       |

## Palmarès sur piste

### Championnats de Lituanie
| - 2017 - 3e du championnat de Lituanie de keirin - 2018 - Champion de Lituanie de poursuite par équipes - 2e du championnat de Lituanie de l'omnium - 3e du championnat de Lituanie de scratch - 3e du championnat de Lituanie de vitesse par équipes | - 2019 - 3e du championnat de Lituanie de vitesse par équipes - 2021 - Champion de Lituanie de vitesse par équipes - 3e du championnat de Lituanie de poursuite par équipes |